# Девід Мак-Фолл
Девід Мак-Фолл (англ. David McFaull, 10 листопада 1948 — 25 липня 1997) — американський яхтсмен.
Срібний призер Олімпійських Ігор 1976 року в класі Торнадо.